# Pseudorthocladius cristagus
Pseudorthocladius cristagus  (лат.) — вид двукрылых насекомых рода Pseudorthocladius семейства комаров-звонцов (Chironomidae). Впервые описан норвежскими энтомологами Элизабет Стур и Оле А. Сетером в 2004 году.

## Распространение, описание
Эндемик Люксембурга, распространённый на севере страны в районе Эслинг. Типовой экземпляр (самец, имаго) из окрестностей деревни Хольцтум.
Вместе с видом Pseudorthocladius pilosipennis Brundin заметно отличается от прочих представителей рода Pseudorthocladius наличием щетинок на крыловой пластинке. Длина тела самца — 3,35—3,41 мм. Размах крыльев — 1,89—2,02 мм. Расцветка тела буровато-чёрная.